# 네리나 팰럿
네리나 팰럿(Nerina Pallot, 1974년 4월 26일 ~ )은 잉글랜드의 싱어송라이터이다.